# Monosporascus ibericus
Monosporascus ibericus är en svampart som beskrevs av Collado, Ant. González, Stchigel, Guarro & Peláez 2002. Monosporascus ibericus ingår i släktet Monosporascus, ordningen kolkärnsvampar, klassen Sordariomycetes, divisionen sporsäcksvampar och riket svampar.   Inga underarter finns listade i Catalogue of Life.